# Bembla
Koordinaten: 35° 42′ 0″ N, 10° 48′ 0″ O
Bembla (arabisch بنبلة) ist eine Stadt in Tunesien. Sie liegt wenige Kilometer südlich von Monastir in der tunesischen Sahel nahe der Mittelmeerküste. Die Stadt liegt im Gouvernement Monastir und hat 13.400 Einwohner.

## Söhne und Töchter der Stadt
- Najeh Braham (* 1977), tunesischer Fußballspieler